# Ivo Nesralla
Ivo Abrahão Nesralla (Porto Alegre, 18 de agosto de 1938 — 16 de dezembro de 2020) foi um médico e professor brasileiro, com uma atuação pioneira na cardiologia do estado do Rio Grande do Sul e do Brasil.

## Biografia
Filho de libaneses, formou-se médco pela Universidade Federal do Rio Grande do Sul em 1962 e, durante o curso, integrou a primeira equipe de cirurgia torácica e cardiovascular e depois de formado foi o primeiro médico residente do Serviço de Cirurgia Torácica e Cardiovascular da universidade. Também fez residência no Instituto Dante Pazzanese de Cardiologia de São Paulo, sendo aluno de Adib Jatene, e em várias universidades norte-americanas. Voltando a Porto Alegre, em 1966 participou da criação da Fundação Universitária de Cardiologia (FUC), assumiu a chefia do Serviço de Cirurgia Cardiovascular do Departamento de Cirurgia da UFRGS, idealizou e organizou o Serviço de Cirurgia Cardiovascular do Instituto de Cardiologia do Rio Grande do Sul (IC-FUC), do qual foi presidente, e organizou o primeiro Serviço de Cirurgia Cardíaca do Hospital de Clínicas de Porto Alegre.
Em 1970 fez a primeira operação de ponte de safena no estado do Rio Grande do Sul e uma das primeiras do país, em 1973 empregou pela primeira vez no Brasil a técnica da hipotermia profunda para cirurgias cardíacas, realizou o primeiro transplante cardíaco no estado em 1984, em 1999 implantou o primeiro coração artificial na América Latina, e em 2000 fez a primeira cirurgia com uso da técnica robótica na América Latina. Realizou mais de 45 mil cirurgias do coração e dos grandes vasos, e mais de cem transplantes cardíacos.
Foi presidente da Sociedade Brasileira de Cirurgia Cardiovascular de 1985 a 1987, da Associação Brasileira de Transplantes de Órgãos de 1989 a 1990, e da Academia Sul-Rio-Grandense de Medicina em 1997, diretor do Jornal Brasileiro de Transplantes em 1989-1990, foi membro da Academia Nacional de Medicina e do seu Conselho Editorial, professor titular de Cirurgia do Departamento de Cirurgia Cardiovascular da UFRGS, e tem grande bibliografia científica publicada.
Também desempenhou por muitos anos intensa atividade cultural. Foi Sócio Benemérito da Associação dos Amigos do Museu de Arte do Rio Grande do Sul, presidiu a 2ª e 3ª edições da Bienal de Artes Visuais do Mercosul, e presidiu a Fundação Orquestra Sinfônica de Porto Alegre de 1983 a 1991 e de 2003 até 2018.
Em 1991 recebeu o título de Cidadão Emérito de Porto Alegre, em 1998 o Instituto de Cardiologia foi homenageado no Grande Expediente da Assembleia Legislativa e Nesralla foi repetidamente elogiado por parlamentares e médicos presentes à cerimônia. Em 2001 recebeu a Medalha Cidade de Porto Alegre e a Ordem do Mérito Cultural do Brasil, em 2015 foi agraciado com a Medalha do Mérito Farroupilha, a maior distinção conferida pela Assembleia Legislativa, e em 2016 foi destacado com o Prêmio Academia da Academia Sul-Rio-Grandense de Medicina como "o melhor médico do Rio Grande do Sul no ano de 2016, lembrando sua trajetória de homem generoso, dedicado não só à Medicina, mas também à OSPA e a outras obras de importância social".
Foi sepultado no Cemitério da Santa Casa de Misericórdia.